# Скуратово (Пензенская область)
Скуратово — село в Вадинском районе Пензенской области России. Входит в состав Ягановского сельсовета.

## География
Село находится в северо-западной части Пензенской области, в пределах восточной окраины Окско-Донской низменности, в лесостепной зоне, на берегах реки Падерки (приток Вада), на расстоянии примерно 11 километров (по прямой) к юго-востоку от села Вадинска, административного центра района. Абсолютная высота — 193 метра над уровнем моря.
Климат
Климат характеризуется как умеренно континентальный. Средняя температура воздуха самого холодного месяца (января) составляет −11,5 °C (абсолютный минимум — −44 °С); самого тёплого месяца (июля) — 19,5 °C (абсолютный максимум — 38 °С). Продолжительность безморозного периода составляет 133 дня. Годовое количество атмосферных осадков — 467 мм. Снежный покров держится в среднем 141 день.

## История
Название восходит к фамилии помещика Афанасия Прокопьевича Скуратова, владевшего землями в этих местах во второй половине XVII века. В 1720 году деревня Скуратово Подлесного стана Верхнеломовского уезда указана за капралом Азовского полка Кондратием Петровичем Веденяпиным, 14 ревизских душ. В 1748 году деревня в собственности у ряда мелкопоместных уездных дворян и однодворцев, всего 145 ревизских душ.
Перед отменой крепостного права показана вместе с сельцом Бутыркой и селом Кармалейкой, Горки тож, во владении у Анны Родионовны Титовой, 107 ревизских душ, 37 тягол (барщина). Население села относилось к православному приходу Михайло-Архангельской церкви села Маркино.
По состоянию на 1911 год в Скуратове, входящем в состав Котельской волости, имелись: 8 крестьянских обществ, 72 двора, школа грамоты и две лавки. Население села того периода составляло 476 человек. По данным 1955 года в селе располагалась центральная усадьба колхоза имени Будённого. Входило в состав Котельского сельсовета Вадинского района.

## Население
| 1782 | 1864 | 1911 | 1926 | 1930 | 1939 | 1959 |
| ---- | ---- | ---- | ---- | ---- | ---- | ---- |
| 276  | ↗290 | ↗476 | ↗557 | ↘555 | ↘375 | ↘242 |
| 1979 | 1989 | 1996 | 2002 | 2010 |      |      |
| ↗254 | ↘163 | ↘149 | ↘100 | ↘67  |      |      |

Половой состав
По данным Всероссийской переписи населения 2010 года в гендерной структуре населения мужчины составляли 47,8 %, женщины — соответственно 52,2 %.
Национальный состав
Согласно результатам переписи 2002 года, в национальной структуре населения русские составляли 100 % из 100 чел.

## Улицы
Уличная сеть села состоит из одной улицы (ул. Полевая).